# Шахровка (приток Ивкины)
Шахровка — река в России, протекает в Кировской области. Устье реки находится в 89 км по правому берегу реки Ивкины. Длина реки составляет 10 км.
Исток реки в холмах Вятского Увала в 27 км к северо-западу от посёлка Суна. Река течёт на юго-запад, затем на северо-запад по ненаселённой местности. Исток и верхнее течение находятся в Сунском районе, в нижнем течении река образует границу Верхошижемского и Нолинского районов. Впадает в Ивкину ниже деревни Воскресенцы (Среднеивкинское сельское поселение).

## Данные водного реестра
По данным государственного водного реестра России относится к Камскому бассейновому округу, водохозяйственный участок реки — Вятка от города Киров до города Котельнич, речной подбассейн реки — Вятка. Речной бассейн реки — Кама.
По данным геоинформационной системы водохозяйственного районирования территории РФ, подготовленной Федеральным агентством водных ресурсов:
- Код водного объекта в государственном водном реестре — 10010300312111100034662
- Код по гидрологической изученности (ГИ) — 111103466
- Код бассейна — 10.01.03.003
- Номер тома по ГИ — 11
- Выпуск по ГИ — 1